# Czastary
Czastary è un comune rurale polacco del distretto di Wieruszów, nel voivodato di Łódź.
Ricopre una superficie di 62,67 km² e nel 2004 contava 4 054 abitanti.